# 圣博泽勒
圣博泽勒（法語：Saint-Beauzeil）是法国南部-比利牛斯大区 塔恩-加龙省的一个市镇，属于卡斯泰尔萨拉桑区和塞尔地区-南凯尔西县。该市镇2009年时的人口 为98人。

## 人口
圣博泽勒人口变化图示
| 数据来源：INSEE |